# Falu domsagas norra tingslag
Falu domsagas norra tingslag eller Falu norra tingslag var ett tingslag i sydöstra Dalarna i Kopparbergs län.
Falu norra tingslag omfattade ett område kring norra och östra delarna av sjön Runn samt norrut, norr om staden Falun och motsvaras idag av Falu kommun. År 1934 hade tingslaget 21 070 invånare på en yta av 2 099 km², varav länd 1 887.
Tingsplats var Falun. 
Tingslaget bildades 1889 genom sammanslagning av Vika tingslag, Sundborns tingslag, Svärdsjö tingslag och Kopparbergs och Aspeboda tingslag. Tingslaget utökades 1964 då Falu rådhusrätt upphörde, och städerna ledes in i detta tingslag. Tingslaget upplöstes 1971 då verksamheten överfördes till Falu domkrets. 
Tingslaget hörde till Falu domsaga, bildad 1858 som från 1889 även omfattade Falu domsagas södra tingslag.

## Socknar
Tingslaget omfattade följande socknar:

Hörde före 1889 till Vika tingslag
- Vika socken

Hörde före 1899 till Sundborns tingslag
- Sundborns socken

Hörde före 1889 till Svärdsjö tingslag
- Svärdsjö socken
- Envikens socken

Hörde före 1889 till Kopparbergs och Aspeboda tingslag
- Stora Kopparbergs socken (bara Kopparberg före 1939)
- Aspeboda socken